# Bezirk Görz
Der Bezirk Görz (slowenisch Gorica) war ein Politischer Bezirk der Habsburgermonarchie in der Gefürsteten Grafschaft Görz und Gradisca. Der Bezirk umfasste Gebiete in heutigen Friaul (Italien) und Slowenien. Er wurde nach dem Ersten Weltkrieg Teil Italiens und Jugoslawiens.

## Geschichte
Die modernen, politischen Bezirke der Habsburgermonarchie wurden 1868 im Zuge der Trennung der politischen von der judikativen Verwaltung geschaffen.
Der Bezirk Görz wurde dabei ab 1868 aus den Gerichtsbezirken Görz, Haidenschaft und Kanalburg gebildet, wobei die Stadt Görz eine Stadt mit eigenem Statut und nicht Teil des (Land)-Bezirks Görz war.
Vom Bezirk Görz kam der Gerichtsbezirk Görz nach dem Ersten Weltkrieg zu Jugoslawien. Der Gerichtsbezirk Haidenschaft, der Gerichtsbezirk Kanalburg und die Stadt Görz kamen hingegen größtenteils zu Italien.